# Petrův Dvůr

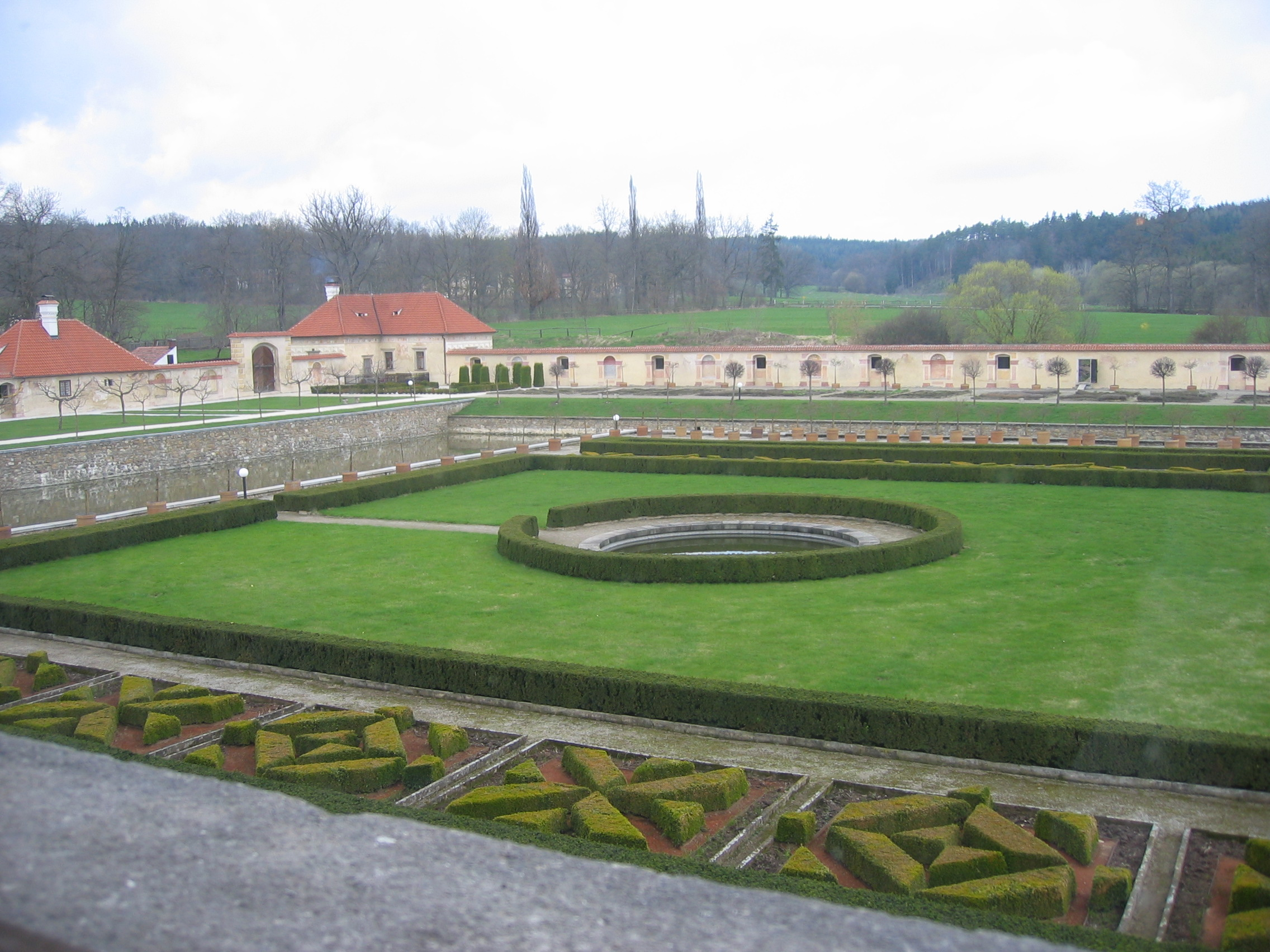
Schlossgarten Kratochvíle

Petrův Dvůr (deutsch Peterhof) ist ein Ortsteil der Stadt Netolice in Tschechien. Er liegt einen Kilometer westlich von Netolice in Südböhmen und gehört zum Okres Prachatice.

## Geographie
Petrův Dvůr befindet sich in den als Netolická pahorkatina (Nettolitzer Hügelland) bezeichneten nördlichen Ausläufern des Blanský les. Das Dorf liegt rechtsseitig des Baches Třebánka am Südufer des Teiches Myslivna. Gegen Nordosten liegt der Bahnhof Netolice. Südöstlich befindet sich der Teich Mnich, im Süden der Benídkov und die Pivovarské rybníky sowie nordwestlich der Kratochvílský rybník und der Neštěstí. Im Süden erhebt sich der Peklo (506 m). Am nördlichen Ortsrand verläuft die Straße II/145 zwischen Budweis und Vimperk, von der dort die II/142 nach Volyně abzweigt.
Nachbarorte sind Krtely, Holečkov und U Ptáčníků im Norden, Hradiště im Nordosten, Netolice im Osten, Peklo und Lužice im Südosten, Podroužek, Grejnarov, Ovčín, Na Pile und Hrbov im Süden, Švarcenberk und Žitná im Südwesten, Obora und Hracholusky im Westen sowie Kratochvíle und Velký Bor im Nordwesten.

## Geschichte
Die Ursprünge von Petrův Dvůr liegen in zwei Wirtschaftshöfen des Klosters Goldenkron westlich von Netolice, dem Roten Hof und dem Hof Rohn. Die erste schriftliche Erwähnung des Roten Hofes (Červený Dvůr) erfolgte im Jahre 1348, als Svatomír von Knín den zuvor vom Kloster erworbenen Hof seiner Frau Elisabeth überschrieb. Zu Beginn der Hussitenkriege zog 1420 das Heer Jan Žižkas nach Goldenkron und Prachatice und nahm im Jahr darauf auch die den Herren von Rosenberg gehörige Wachtburg Poděhusy ein. Nach dem Abzug der Hussiten bemächtigte sich zunächst Ulrich II. von Rosenberg und ab 1468 der Ritter Jindřich Roubík von Hlavatce der Güter des zerstörten Klosters. Zu Beginn des 16. Jahrhunderts überließ Vladislav II. die Güter erneut den Rosenbergern. Die alte Brauerei am Roten Hof wurde in den Jahren 1562–1566 neu aufgebaut. Wilhelm von Rosenberg überließ 1569 den Hof Rohn (Leptáč) mit den Dörfern Horní Třebánky und Dolní Třebánky seinem Verwalter Jakob Krčín von Jelčany. Dieser ließ anstelle des Hofes im Sumpfgebiet des Třebánka-Tales eine Wasserfeste errichten und löste bis 1579 die Dörfer Šitice, Ročovice, Krtely, Horní Třebánky und Dolní Třebánky zur Anlegung eines großen Tiergartens auf. 1580 tauschte Wilhelm von Rosenberg das Gut mit Jakob Krčín gegen Sedlčany und Křepenice ein. Er ließ zwischen 1583 und 1589 anstelle der Feste das Jagdschloss Kurzweil errichten. In dieser Zeit entstand auch eine Trinkwasserleitung vom Hof zur Schlossküche. Mit seinen 3000 ha Fläche war der Rosenberger Tiergarten der größte in Böhmen, in ihm wurden auch Kamele, Büffel und Elefanten gehalten. Seit der Übernahme der Regentschaft des Hauses Rosenberg durch Peter Wok von Rosenberg im Jahre 1592 diente der Rote Hof als Wirtschaftshof des Schlosses und Tiergartens. Zu dieser Zeit erhielt der Rote Hof den Namen Peterhof. Im Jahre 1599 residierte Peter Wok von Rosenberg zeitweilig auf Kurzweil. Nachdem Peter Wok 1602 die Herrschaft wegen Überschuldung an Rudolf II. verkaufen musste, überließ sie Ferdinand II. am 23. Dezember 1622 seinem Günstling Hans Ulrich von Eggenberg. In der Mitte des 17. Jahrhunderts erfolgte eine radikale Umgestaltung des Hofes. Im Jahre 1719 vererbte Marie Ernestine von Eggenberg die Herrschaft ihrem Neffen Adam Franz Karl zu Schwarzenberg. 1743 zerstörte ein Brand Teile des Peterhofes. Im Jahre 1835 bestand Peterhof aus zehn verstreut liegenden Häusern mit 217 Einwohnern. Neben dem herrschaftlichen Meierhof bestanden in Peterhof ein Amtshaus mit Kanzlei und Beamtenwohnungen, ein Brauhaus, ein Branntwein- und Flusshaus, das Schloss Kurzweil mit der Schlosskapelle St. Peter und Paul, ein Wirtshaus, das Hegerhaus im Fasangarten sowie drei Chaluppen und die Einschicht Pazderna. Pfarr- und Schulort war Netolice. Bis zur Mitte des 19. Jahrhunderts war Peterhof das Amtsdorf der den Fürsten Schwarzenberg gehörigen Allodialherrschaft Nettolitz samt dem Gut Barau.
Nach der Aufhebung der Patrimonialherrschaften bildete Peterhof mit dem Schloss Kurzweil und der Einschicht Pazderna ab 1850 einen Ortsteil der Gemeinde Obora (Thiergarten) in der Bezirkshauptmannschaft Prachatice/Prachatitz. Seit 1852 bildete Peterhof eine eigene Gemeinde. Sporadisch wurde im Tschechischen auch die Ortsbezeichnung Červený Dvůrverwendet. Sukzessive bildete sich neben dem Hof eine dörfliche Ansiedlung. 1880 wurde die Güterverwaltung Nettolitz und Libiegowitz in den Rang einer Fürstlich Schwarzenbergischen Direktion erhoben. Seit dieser Zeit ist der tschechische Ortsname Petrův Dvůr gebräuchlich. Nach dem Münchner Abkommen und der daraus resultierenden Abtrennung des Bezirks Prachatitz verblieb Petrův Dvůr 1938 bei der „Resttschechei“ und wurde dem Bezirk Písek zugeschlagen. Zum Ende des Zweiten Weltkrieges wurde der Ort von der 26. Infanteriedivision eingenommen und bildete bis zum Abzug der Amerikaner die Grenze zwischen den russischen und amerikanischen Besetzungen. 1948 wurde die Gemeinde dem neugebildeten Okres Vodňany zugeordnet. Nach dessen Aufhebung wurde Petrův Dvůr 1960 dem Okres Prachatice eingegliedert und nach Netolice eingemeindet. Als amtlicher Ortsteil von Netolice wird Petrův Dvůr seit 1982 geführt. Im Jahre 1991 wurden in Petrův Dvůr 291 Einwohner gezählt. Beim Zensus von 2001 lebten in den 73 Wohnhäusern des Ortes 257 Personen.

## Sehenswürdigkeiten
- Schloss Kratochvíle, die nordwestlich des Dorfes am Kratochvílský rybník gelegene Anlage entstand zwischen 1583 und 1589 auf den Fluren des wüsten Klosterhofes Rohn für Wilhelm von Rosenberg.
- Gutshof Petrův Dvůr, der Nord- und Südflügel stammen aus der Zeit der Renaissance, der Ostflügel entstand in der zweiten Hälfte des 17. Jahrhunderts. Beim Wiederaufbau nach dem Brand von 1743 wurde der Hof aufgestockt. Zum Ende des 19. Jahrhunderts entstand am Südflügel die Brauerei im Gothic-Revival-Stil.
- Pferderennbahn, nördlich des Ortes zwischen dem Teich Myslivna und dem Schloss
- Gut Švarcenberk, Renaissancebau aus dem Jahre 1719
- Kapelle der Jungfrau Maria am Peklo, errichtet im 18. Jahrhundert
- Geschützte Winterlinde, südlich des Dorfes
- Gedenktafel für Josef John am Haus Nr. 1

Quelle:

## Sohne und Töchter des Ortes
- Josef John (1802–1871), Forstmeister der Fürsten zu Schwarzenberg und Initiator des Naturschutzgebietes Jungfrauwald am Kubany